# Нехаевская (станица)
Неха́евская — станица в России, административный центр Нехаевского района и Нехаевского сельского поселения Волгоградской области.
Население — 4050 (2021).

## Название
По преданию, название хутора Нехаев произошло от фамилии казака Нехаева, первым поселившегося на этой земле. Согласно другим источникам, основали хутор крестьяне, бежавшие в степь от притеснения властей. Измученные скитаниями, они остановились здесь с такими словами: «Нехай тут будет!».

## История
Основана как хутор Нехаев. Хутор входил в юрт станицы Бурацкой Хопёрского округа Земли Войска Донского (с 1870 — область Войска Донского). В 1859 году на хуторе Нехаев проживало 125 душ мужского и 130 женского пола. Согласно переписи 1873 года на хуторе проживали уже 388 мужчин и 369 женщины, в хозяйствах жителей насчитывалось 334 лошади, 300 пар волов, 917 голов прочего рогатого скота и 2754 головы овцы.
В 1886 году на хуторе открыта Иоанно-Богословская церковь. В 1887 году при церкви была открыта школа грамотности. Первоначально школа располагалась в здании церкви, в 1914 году было построено отдельное здание. Согласно алфавитному списку населённых мест Области Войска Донского 1915 года на хуторе имелись хуторское правление, церковь, приходское училище, церковно-приходская школа, потребительское общество и кредитное товарищество, земельный надел хутора составлял 6140 десятин, проживало 752 мужчины и 869 женщин.
В 1923 году Хопёрский округ вошёл в Царицынскую губернию, в 1928 году был образован Нехаевский район. Хутор Нехаев находился в середине созданного района и поэтому стал его центром. Хутор преобразован в село Нехаево. В 1929 году начались коллективизация и выселение тех, кто был не согласен вступать в колхозы. В Нехаево был организован колхоз «Красное Сормово». В 1931 году была закрыта церковь.
В 1936 году в Нехаево имелись больница, амбулатория, ветеринарный пункт, средняя и начальная школы, типография районной газеты «Колхозное знамя», переимёнованной затем в «Красное знамя», известковый завод, электростанция, кирпичный завод. В 1938 году изменилось наименование административного центра село Нехаево – станица Нехаевская
В 1942 году в райцентре был открыт военный госпиталь. Сюда везли на лечение раненых под Сталинградом. Местное население помогало госпиталю бельем, продуктами. В 1944 году госпиталь перевели в Ростов-на-Дону, а на его месте, в здании средней школы, открыли детский дом для детей-сирот из Сталинграда.
Решением исполнительного комитета Волгоградского областного Совета депутатов трудящихся № 19/517 от 29 августа 1966 года станица Нехаевская Нехаевского района была отнесена к категории рабочих посёлков, с присвоением наименования рабочий посёлок Нехаевский. Нехаевский сельсовет был преобразован в поселковый Совет. В 1960-80-е годы были построены быткомбинат, масло- и хлебозавод, возведены первые двухэтажные дома будущего микрорайона, построены новые здания библиотек: районной, центральной и детской, новое здание РК КПСС, новая двухэтажная больница, аптека, двухэтажный гастроном, кулинария, столовая, гостиница. Перестроены многие административные здания.
Решением Малого Совета Волгоградского облсовета от 26.06.1992 года Нехаевский поселковый совет преобразован в сельский совет, а рабочий посёлок — в станицу Нехаевскую.

## География
Станица расположена в пределах Калачской возвышенности, относящейся к Восточно-Европейской равнине, на реке Тишанка, являющейся правым притоком реки Хопёр. Рельеф местности — холмисто-равнинный, сильно пересечённый балками и оврагами. Высота центра населённого пункта — 97 метров над уровнем моря. Почвы — чернозёмы обыкновенные
По автомобильным дорогам расстояние до областного центра города Волгограда — 360 км. Ближайшая железнодорожная станция Урюпино тупиковой железнодорожной ветки Алексиково - Урюпино Приволжской железной дороги расположена в городе Урюпинск в 66 км от станицы Нехаевской
Климат
Климат умеренный континентальный (согласно классификации климатов Кёппена - Dfb). Среднегодовая температура воздуха положительная и составляет + 7,0 °C. Средняя температура самого холодного января -8,9 °С, самого жаркого месяца июля +21,6 °С. Многолетняя норма осадков — 484 мм. В течение года количество осадков распределено относительно равномерно: наименьшее количество осадков выпадает в феврале (норма осадков — 28 мм), наибольшее количество — в июне (52 мм).
Часовой пояс
Нехаевская, как и вся Волгоградская область, находится в часовой зоне МСК (московское время). Смещение применяемого времени относительно UTC составляет +3:00.

## Население
| 1859 | 1873 | 1897 | 1915 | 1936 | 1939 |
| ---- | ---- | ---- | ---- | ---- | ---- |
| 255  | 757  | 1116 | 1621 | 2208 | 2636 |

| 1959 | 1970  | 1979  | 1989  | 2002  | 2010  | 2021  |
| ---- | ----- | ----- | ----- | ----- | ----- | ----- |
| 2736 | ↗3775 | ↗3972 | ↗4390 | ↗4704 | ↘4679 | ↘4050 |

## Известные люди и уроженцы
- Журавлёв Алексей Юрьевич (1971—1998) — командир инженерно-сапёрной роты 531-го отдельного инженерно-сапёрного батальона 136-й отдельной гвардейской мотострелковой бригады Северо-Кавказского военного округа, капитан. Герой Российской Федерации. Родился в станице 10 октября 1971 года.